# مطوري إكس دي أي
إكس دي أي أو سابقًا مطوري إكس دي أي (بالإنجليزية: XDA Developers)‏، هو عبارة عن مجتمع لتطوير برمجيات الهواتف المحمولة بدأ بتاريخ 20 ديسمبر 2002. على الرغم من أن النقاش يدور أساسًا حول أندرويد، إلا أن الأعضاء يتحدثون أيضًا عن العديد من أنظمة التشغيل ومواضيع تطوير الهواتف المحمولة.
تنشأ العديد من المقالات من قبل أعضاء منتدى إكس دي أي عن برامج اختراق الأجهزة، وبرامج الترويت، والتعديلات الأخرى الخاصة بالهاتف والكمبيوتر اللوحي.
تستضيف مطوري إكس دي أي أيضًا بوابة إكس دي أي، وهو مصدر للأخبار المتعلقة بتطوير أندرويد والهاتف المحمول، بالإضافة إلى مختبرات إكس دي أي، وهو تطبيق أندرويد ومستودع يعمل كمزود تطبيقات طرف ثالث. تم إطلاقها في عام 2010. و2016  على التوالي.

## التاريخ
تم إنشاء موقع XDA بواسطة NAH6 Crypto Products BV وتم إطلاقه في 20 ديسمبر 2002. تم شراء الموقع من قبل JB Online Media، LLC في 10 يناير 2011. اسم مطوري XDA مشتق من O 2 XDA، الذي تم تسويقه كمساعد رقمي شخصي (PDA) مع ميزات «إضافية».
في عام 2013، عقدت إكس دي أي شراكة مع سوابا لتصبح سوق رسمي حيث يمكن للمستخدمين شراء أو بيع أجهزة الهاتف المحمول.

### تخطيطات موقع الويب
تمت إعادة تصميم موقع المنتدى الخاص بهم بشكل كبير في الأعوام 2010 و 2013 وأواخر 2014 (باسم "XDA 2015") وأواخر عام 2020 (باسم "XDA 2021"). يسمح محدد السمة للمستخدمين بتغيير مظهر الموقع.
أشار تخطيط 2013 بشكل مميز إلى عدد المستخدمين النشطين والمستخدمين المسجلين في أعلى اليمين، ودعم تخطيط 2015 تصميم ويب سريع الاستجابة وكان متاحًا مع خيار نظام ألوان غامق على ضوء.
اعتبارًا من عام 2020، يتميز موقع الويب بـ 3 سمات، وهي XDA و XDA Dark و XDA Classic. تمت إزالة خيارات التخطيط القديمة لـ XDA 2013 و XDA 2015 في XDA 2021.
تم نقل موقع الويب من في بوليتين إلى زين فورو في 1 ديسمبر 2020، جنبًا إلى جنب مع إعادة تصميم رئيسية للمخطط، باسم  XDA 2021 .

## وصف
الغرض الرئيسي من هذا الموقع هو النقاش واستكشاف الأخطاء وإصلاحها وتطوير هواتف أندرويد ونظام سيلفش وويندوز فون وويب أو إس وأوبونتو تاتش ونظام فايرفوكس وتايزن يوفر الموقع أيضًا لمستخدمي هواتف ويندوز وأندرويد معلومات عامة حول الأجهزة وترقيات النظام والدعم الفني واستفسارات ومراجعات لتطبيقات الأجهزة وملحقاتها. توجد منتديات منفصلة لكل طراز من الهواتف المصنعة بواسطة جوجل وسوني وإتش تي سي وسامسونج وإل جي وموترولا وغيرها الكثير. المنتديات متاحة أيضًا للأجهزة اللوحية والعديد من الأجهزة الأخرى. وقد أضافوا مؤخرًا نطاقًا جديدًا لمختصر الروابط الخاص بهم مقيدًا للـمطورين.

## الملكية
يدير ويمتلك مطوري إكس دي أي جوشوا سولان عبر شركته JB Online Media LLC.